# Linnaemya jaroschevskyi
Linnaemya jaroschevskyi là một loài ruồi trong họ Tachinidae.